# Stromae
Paul Van Haver (Etterbeek, 12 de março de 1985) mais conhecido como Stromae, é um rapper, cantor, compositor e produtor musical belga. Stromae é conhecido por sua música que combina hip hop, eletrônica e chanson.

## Biografia
Filho de pai ruandês e de mãe belga, Paul Van Haver nasceu em Bruxelas (na comuna de Etterbeek) e teve contato com seu pai apenas vinte vezes em sua vida, o que é bem exemplificado em sua música "Papaoutai" (corruptela de "Papa, où t'es" que significa "Pai, onde tu estás"). Ele foi criado pela sua mãe devido ao pai ser uma das vítimas do genocídio em Ruanda de 1994.
Aos onze anos, ele já mostrava interesse pela música e frequentou l'Académie Musicale de Jette, onde estudou história da música e aprendeu a tocar bateria.
Em 2000, Stromae apareceu como um rapper chamado "Opmaestro", mas depois mudou seu nome artístico para Stromae (uma inversão silábica de "Maestro", uma prática em francês chamada verlan). Seria com esse nome que Stromae conheceria mais tarde o sucesso no mundo da música.
Aos 18 anos, ele fundou um grupo de rap chamado Suspicion, junto com o rapper Jedi, em Eichof. Eles produziram o vídeo da canção e da música Faut qu't'arrêtes le rap (Tens que parar o rap), embora mais tarde, Jedi decidiu deixar a dupla de rap.
Para financiar sua educação numa escola de cinema, Stromae trabalhou a tempo parcial num restaurante de comida pronta (Fast-food belga Quick) mas o seu desempenho escolar não foi satiafatório. Foi apenas mais tarde, quando ele se registrou no L'Institut National de Radioélectricité et Cinématographie conhecido como INRACI na secção "cinéma" aonde ele acabou por formar-se como engenheiro de som. Em 2007, ele lançou seu primeiro álbum "Juste un cerveau, un flow, un fond et un micro…", contendo 4 canções.
Em 2008, ele assinou um contrato de quatro anos com as gravadoras Because Music e Kilomaître. Em 2009, Van Haver empregou uma jovem estagiária no musical das emissoras de rádio NRJ em Bruxelas. Vincent Verbelen, Music Manager, ficou impressionado com o talento de Stromae no primeiro single "Alors on danse" e decidiu pô-lo ao ar pela primeira vez na NRJ. A resposta dos ouvintes foi de extremo entusiasmo e a carreira de Stromae foi lançada. As vendas rapidamente subiram para o topo na Bélgica, em apenas uma questão de semanas.
Vertigo, um selo da Mercury France (Universal Music Group) assinou com ele um acordo de licenciamento em todo o mundo logo depois disso.
Em maio de 2010, a faixa "Alors on danse" chegou em primeiro lugar como a mais tocada na Bélgica, França, Romênia, Holanda, Grécia, Alemanha, Áustria, Turquia, Suíça, Itália, Dinamarca e República Checa.
Em 2 de setembro de 2010, um remix de seu sucesso, "Alors on danse," foi feita por Kanye West e por ele próprio.
De sua música e suas influências, ele disse: "Eu estava em um pequeno grupo fazendo rap, eu pensei que ao invés de copiar o som do francês, eu deveria focar mais em um estilo americano, mas dar-lhe um jeito europeu. E então eu redescobri o estilo de música Eurodance 90. Por muito tempo nós ficamos envergonhados desse som, mas na verdade há muito para descobrir, pois ela tem suas raízes em tudo de "house music" à salsa. Eu também admiro muito Jacques Brel — ele teve sido uma enorme influência sobre mim — mas também todo tipo de coisas, son cubano, rumba congolesa que ouvia quando criança, aquela música mexeu com toda a África". O crítico Molloy Woodcraft diz: "Ele combina sintetizadores e batidas electro dos anos 90 com um jeito descontraído para dar um efeito hipnótico".
Namorou com a modelo Belga de origem cabo-verdiana Tatiana Silva Braga Tavares. A relação terminou em Setembro de 2012.
No dia 12 de dezembro de 2015, Stromae se casou com a sua estilista Coralie Barbier em Mechelen com a bênção do excêntrico padre Guy Gilbert diante de apenas 170 convidados numa igreja restaurada em um hotel. Juntos, o casal tem uma marca de roupas chamada Mosaert. O nome da grife, por sua vez, também é um anagrama de Stromae.
Também em 2015, Stromae sofreu com uma grave reação ao medicamento Lariam (anti-Malária). Após sua saúde ter se deteriorado, Stromae passou por um longo processo de recuperação. Desde então, o músico investiu em sua marca de roupas Mosaert. Permaneceu inativo em sua carreira musical até 2018, ao publicar o single Défiler (que promove justamente a sua marca de roupas) e lançar uma música em colaboração com o artista francês Orelsan, La Pluie.
Em 2022, após hiato na carreira musical, lançou o álbum Multitude. Atualmente, Stromae está em turnê com datas confirmadas até dezembro de 2023.
Em abril de 2023 cancelou diversos concertos na Europa por problemas de saúde. No mêsseguinte, pelos mesmos motivos, cancelou o resto da turnê..
Em 2024, Stromae contribui para banda sonora da série televisiva Arcane, com a música "Ma meilleure ennemie" cantada em dueto com a cantora francesa Pomme.

## Discografia

### Álbuns de estúdio
| Título                                                                                        | Detalhe do álbum                                                                             | Posições em paradas músicais | Posições em paradas músicais | Posições em paradas músicais | Posições em paradas músicais | Posições em paradas músicais | Posições em paradas músicais | Posições em paradas músicais | Certificações                          |
| Título                                                                                        | Detalhe do álbum                                                                             | BEL                          | AUT                          | FRA                          | ALE                          | HOL                          | SUE                          | SUI                          | Certificações                          |
| --------------------------------------------------------------------------------------------- | -------------------------------------------------------------------------------------------- | ---------------------------- | ---------------------------- | ---------------------------- | ---------------------------- | ---------------------------- | ---------------------------- | ---------------------------- | -------------------------------------- |
| Cheese                                                                                        | - Lançamento: 14 de junho de 2010 - Gravadora: Mosaert - Formatos: CD, LP, digital download  | 1                            | 33                           | 6                            | 29                           | 69                           | —                            | 18                           | - BEA: 3× Platina - SNEP: Ouro         |
| Racine carrée                                                                                 | - Lançamento: 16 de agosto de 2013 - Gravadora: Mosaert - Formatos: CD, LP, digital download | 1                            | —                            | 1                            | 21                           | 1                            | —                            | 1                            | - BEA: 12× Platina - SNEP: 4× Diamante |
| Multitude                                                                                     | - Lançamento: 4 de março de 2022 - Gravadora: Mosaert - Formatos: CD, LP, digital download   | 1                            | 2                            | 1                            | 4                            | 1                            | 59                           | 1                            | - SNEP: 2× Platina                     |
| "—" indica que a gravação não foi incluída nas paradas ou não foi distribuída naquela região. |                                                                                              |                              |                              |                              |                              |                              |                              |                              |                                        |

### Singles

#### Como artista principal
| Título                                                                                        | Ano  | Posições em paradas músicais | Posições em paradas músicais | Posições em paradas músicais | Posições em paradas músicais | Posições em paradas músicais | Posições em paradas músicais | Posições em paradas músicais | Posições em paradas músicais | Certificações                                                                                           | Álbum         |
| Título                                                                                        | Ano  | BEL                          | AUT                          | FRA                          | ALE                          | HOL                          | SUE                          | SUI                          | UK                           | Certificações                                                                                           | Álbum         |
| --------------------------------------------------------------------------------------------- | ---- | ---------------------------- | ---------------------------- | ---------------------------- | ---------------------------- | ---------------------------- | ---------------------------- | ---------------------------- | ---------------------------- | --- | ------------- |
| "Alors on danse"                                                                              | 2009 | 1                            | 1                            | 1                            | 1                            | 1                            | 2                            | 1                            | 25                           | - BEA: 3× Platina - BPI: Ouro - BVMI: 5× Ouro - GLF: Ouro - NVPI: Platina - RIAA: Ouro - SNEP: Diamante | Cheese        |
| "Te quiero"                                                                                   | 2010 | 4                            | —                            | 153                          | —                            | 70                           | —                            | 62                           | —                            | - BEA: Ouro                                                                                             | Cheese        |
| "House'llelujah"                                                                              | 2010 | 22                           | —                            | —                            | —                            | —                            | —                            | —                            | —                            | | Cheese        |
| "Papaoutai"                                                                                   | 2013 | 1                            | 3                            | 1                            | 6                            | 2                            | —                            | 4                            | —                            | - BEA: 3× Platina - NVPI: Platina - RIAA: Ouro - SNEP: Diamante                                         | Racine carrée |
| "Formidable"                                                                                  | 2013 | 1                            | 36                           | 1                            | 39                           | 2                            | —                            | 13                           | —                            | - BEA: 3× Platina - SNEP: Diamante                                                                      | Racine carrée |
| "Tous les mêmes"                                                                              | 2013 | 1                            | —                            | 1                            | —                            | 29                           | —                            | 27                           | —                            | - BEA: Platina - SNEP: Platina                                                                          | Racine carrée |
| "Ta fête"                                                                                     | 2014 | 2                            | —                            | 30                           | —                            | 45                           | —                            | —                            | —                            | - BEA: Platina                                                                                          | Racine carrée |
| "Ave Cesaria"                                                                                 | 2014 | 45                           | —                            | 97                           | —                            | —                            | —                            | —                            | —                            | | Racine carrée |
| "Carmen"                                                                                      | 2015 | 46                           | —                            | 67                           | —                            | —                            | —                            | —                            | —                            | | Racine carrée |
| "Quand c'est ?"                                                                               | 2015 | —                            | —                            | 142                          | —                            | —                            | —                            | —                            | —                            | | Racine carrée |
| "Santé"                                                                                       | 2021 | 1                            | —                            | 3                            | —                            | 22                           | —                            | 7                            | —                            | - BEA: 2× Platina - SNEP: Platina                                                                       | Multitude     |
| "L'enfer"                                                                                     | 2022 | 1                            | —                            | 1                            | —                            | 6                            | —                            | 2                            | —                            | - BEA: 3× Platina - SNEP: Platina                                                                       | Multitude     |
| "—" indica que a gravação não foi incluída nas paradas ou não foi distribuída naquela região. |      |                              |                              |                              |                              |                              |                              |                              |                              | |               |

#### Como artista convidado
| Título                                                                                        | Ano  | Posições em paradas músicais | Posições em paradas músicais | Certificações    | Álbum             |
| Título                                                                                        | Ano  | BEL                          | FRA                          | Certificações    | Álbum             |
| --------------------------------------------------------------------------------------------- | ---- | ---------------------------- | ---------------------------- | ---------------- | ----------------- |
| "La pluie" (Orelsan featuring Stromae)                                                        | 2018 | 2                            | 11                           | - SNEP: Diamante | La fête est finie |
| "—" indica que a gravação não foi incluída nas paradas ou não foi distribuída naquela região. |      |                              |                              |                  |                   |

## Equipamentos
- iMac
- MacBook Pro
- Reason
- Akai Professional LPK25 (Laptop Midi Keyboard)
- Digidesign Mbox 2
- Evolution eKeys 49 (Midi Keyboard)

## Prémios
- 2009: NRJ Music Awards «révélation musicale belge francophone 2009»
- 2010: Music Industry Awards «hit de l'année» pour Alors on danse
- 2011: Association européenne des brass bands
- 2011: Victoires de la musique «album de musiques électroniques ou dance de l’année» avec Cheese
- 2011: Ultratop Download Award «artiste le plus téléchargé en 2010 en Belgique»
- 2011: Octave de la musique «artiste de l'année» et «spectacle de l'année»
- 2012: ADISQ «artiste francophone s’étant le plus illustré au Québec»
- 2013: Festival international du film francophone de Namur «meilleur clip» pour Papaoutai
- 2013: Prix Rolf Marbot de la chanson de l'année pour Formidable
- 2013: MTV Europe Music Awards «meilleur artiste belge»
- 2013: NRJ Music Awards 2013 «artiste masculin francophone» et «chanson francophone» avec Formidable
- 2013: Red Bull Elektropedia Awards «artiste de l'année 2013» et meilleur album pour Racine Carré
- 2014: Victoires de la musique 2014:
  - Victoire de l'artiste interprète masculin
  - Victoire du vidéo-clip pour Formidable
  - Victoire de l'album de chansons, variétés
- 2014: Globe de cristal 2014 Meilleur interprète masculin
- 2014: Octave de la musique «artiste de l’année», «Prix de public Bel RTL» et «album de chanson française» pour Racine carrée
- 2014: World Music Awards «Best European Artist» «Best Belgian Artist»
- 2014: Redbull Elektropedia Awards «Artiste de l'année», «Meilleur performance live», «Meilleur Clip» pour Ta fête
- 2014: NRJ Music Awards 2014 «award d'honneur»